# 슈퍼미니 (영화)
《슈퍼미니》(프랑스어: Minuscule - La vallée des fourmis perdues)는 2014년 공개된 프랑스의 애니메이션 영화이다.

## 줄거리
작은 녀석들의 거대한 숲 속 어드벤처가 시작된다!
가족을 잃고 혼자 남겨진 무당벌레 '땡글이'
흑개미들과 함께 설탕을 운반하는 거대한 여정에 오르게 되고...
절벽에서의 추락, 거대 붕어의 공격, 불개미들의 습격까지..
위험을 이겨내고 흑개미들의 안식처인 개미탑에 도착하지만,
뒤를 쫓아온 불개미 군단의 무차별 공격에 개미탑이 무너질 위기에 처하는데..!
운명을 건 최후의 전쟁!
땡글이의 위대한 도전은 과연 성공할 수 있을까?

## 배역
- 시드니 주니 : 무당벌레
- 파리
- 달팽이
- 프랭키 다누 : 흑개미
- 닉 색스-키 : 불개미
- 흑거미
- 황거미
- 민물꼬치고기
- 개구리
- 인류